# بحيرة البرلس
بحيرة البرلس بحيرة مصرية تقع بين البحر المتوسط وبوغاز البرلس. قاومت العدوان الثلاثي بمعركة البرلس عام 1956 م وقامت قربها معركة عرفت بمعركة برج البرلس ليكون هذا اليوم الرابع من نوفمبر هو اليوم القومي لمحافظة كفر الشيخ.
بها العديد من الآثار مثل فنار البرلس، وطابية عرابي وغيرها. وبها صناعة مراكب الصيد، وتصديرها للعديد من الدول، يشتهر أهلها باحتراف فنون الصيد بكل أنواعه. بها العديد من القرى الصغيرة والتي هي أساس الثروة السمكية بها مثل البنائين، وسوق الثلاثاء، والشوش والوهيبة، والشرفا.

## التسمية
تعد بحيرة البرلس من أقدم البحيرات المصرية وأعرقها عرفت باسم بحيرة (بوطو) ثم (بوتيكو) ثم بحيرة (نيكيولوس) وفى نهاية حكم الرومان سميت بحيرة (بارالوس) ثم بحيرة (نستراوه) نسبة إلى إقليم النستراوية الذى كان مشهورا في الماضى والذى يعرف حاليا "بمسطروة" وقد عرفت البحيرة أخيرا باسم بحيرة البرلس نسبة إلى قرية البرلس والتى تحولت لمدينة.

## الجغرفيا

مركب و جزيرة في البرلس.

ينتشر بالبحيرة حوالى 28 جزيرة. ويفصل بين البحيرة والبحر المتوسط شريط من الأرض يبلغ عرضه حوالي 5.5 كم. وهي متصلة بالبحر الأبيض المتوسط من خلال مخرج البرلس، وهي قناة يبلغ عرضها حوالي 250 مترًا وعمقها 5 أمتار. يوجد في البحيرة حوالي 28 جزيرة بمساحة إجمالية تبلغ 0.7 كم مربع. يتكون الشاطئ الشمالي للبحيرة في المقام الأول من المستنقعات المالحة والطينية، بينما يتكون الشاطئ الجنوبي بشكل أساسي من أحواض القصب. الغطاء النباتي السائد للبحيرة هو لسان النهر.

## الحياة البحرية
وفقًا لتقرير التنوع البيولوجي الصادر عن هيئة شئون البيئة المصرية، يعيش في البحيرة وحولها 33 نوعًا من الأسماك و23 نوعًا من الزواحف و112 نوعًا من الطيور و18 نوعًا من الثدييات. وقد انخفضت أنواع الأسماك إلي 52 نوعًا مسجلاً في بداية القرن العشرين، ويرجع ذلك في الغالب إلى تدفق الصرف الزراعي إلى البحيرة مما أدى إلى انخفاض الملوحة.

## معرض الصور

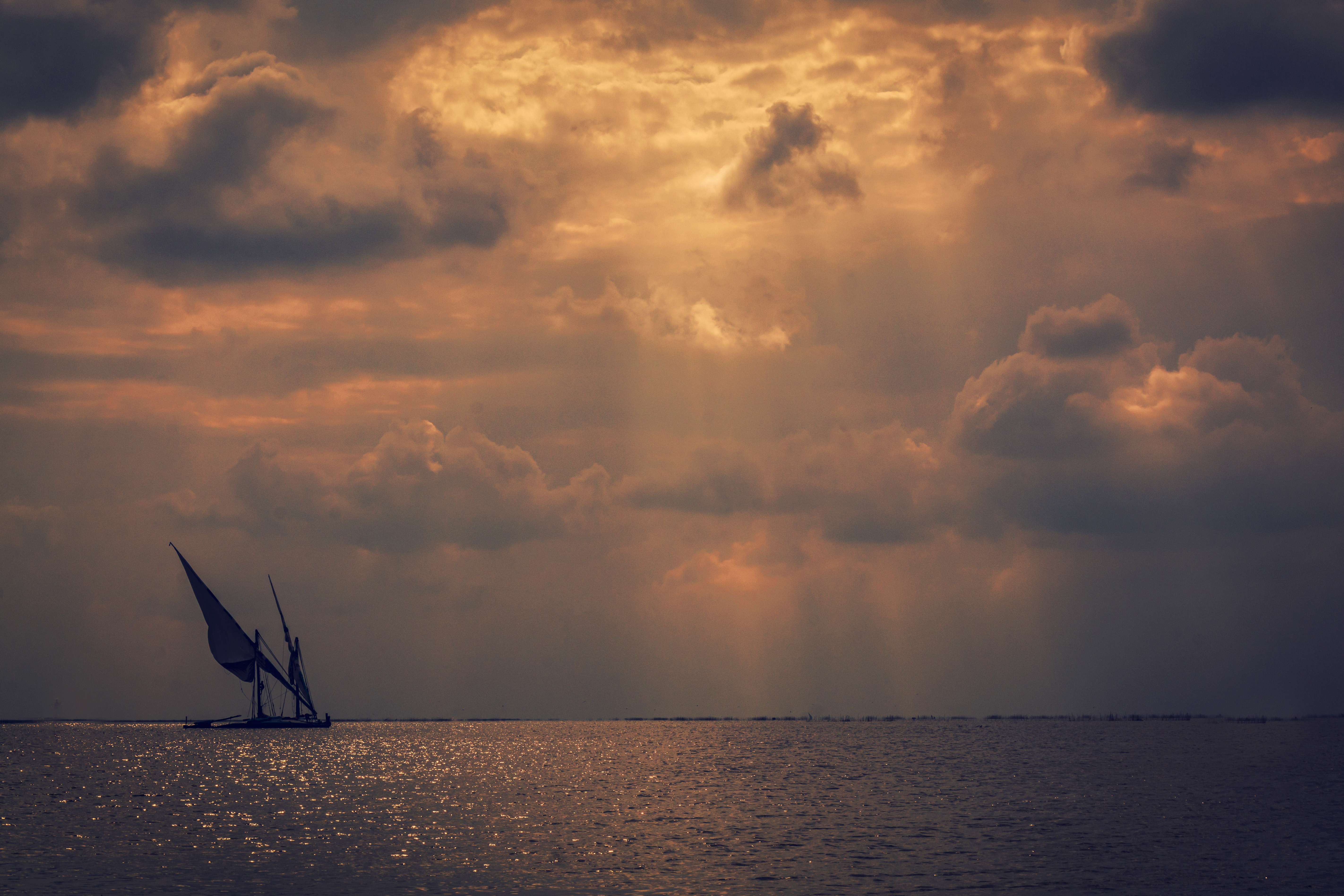
وقت الغروب
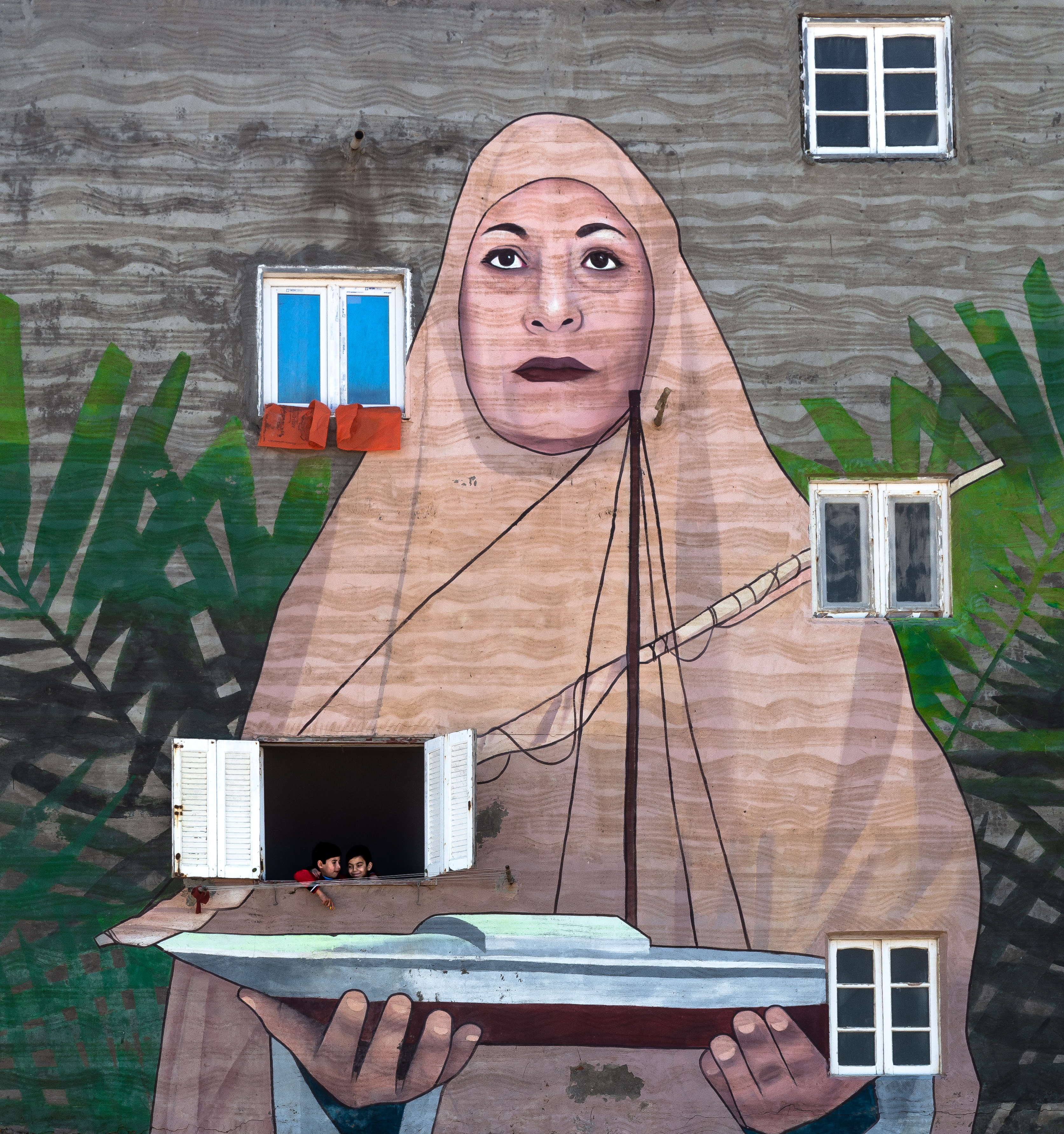
سيدة البرلس
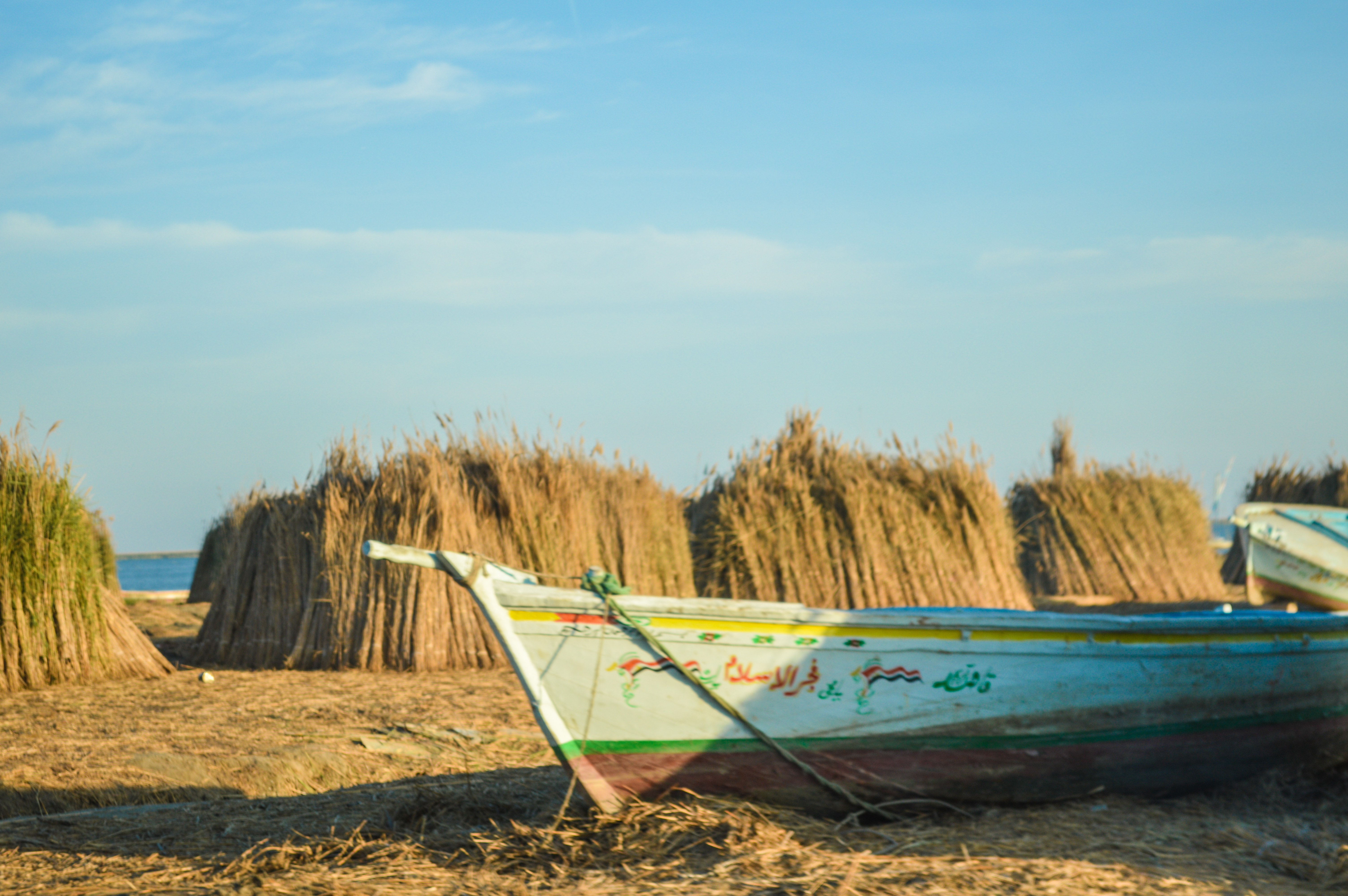
قارب في البرلس
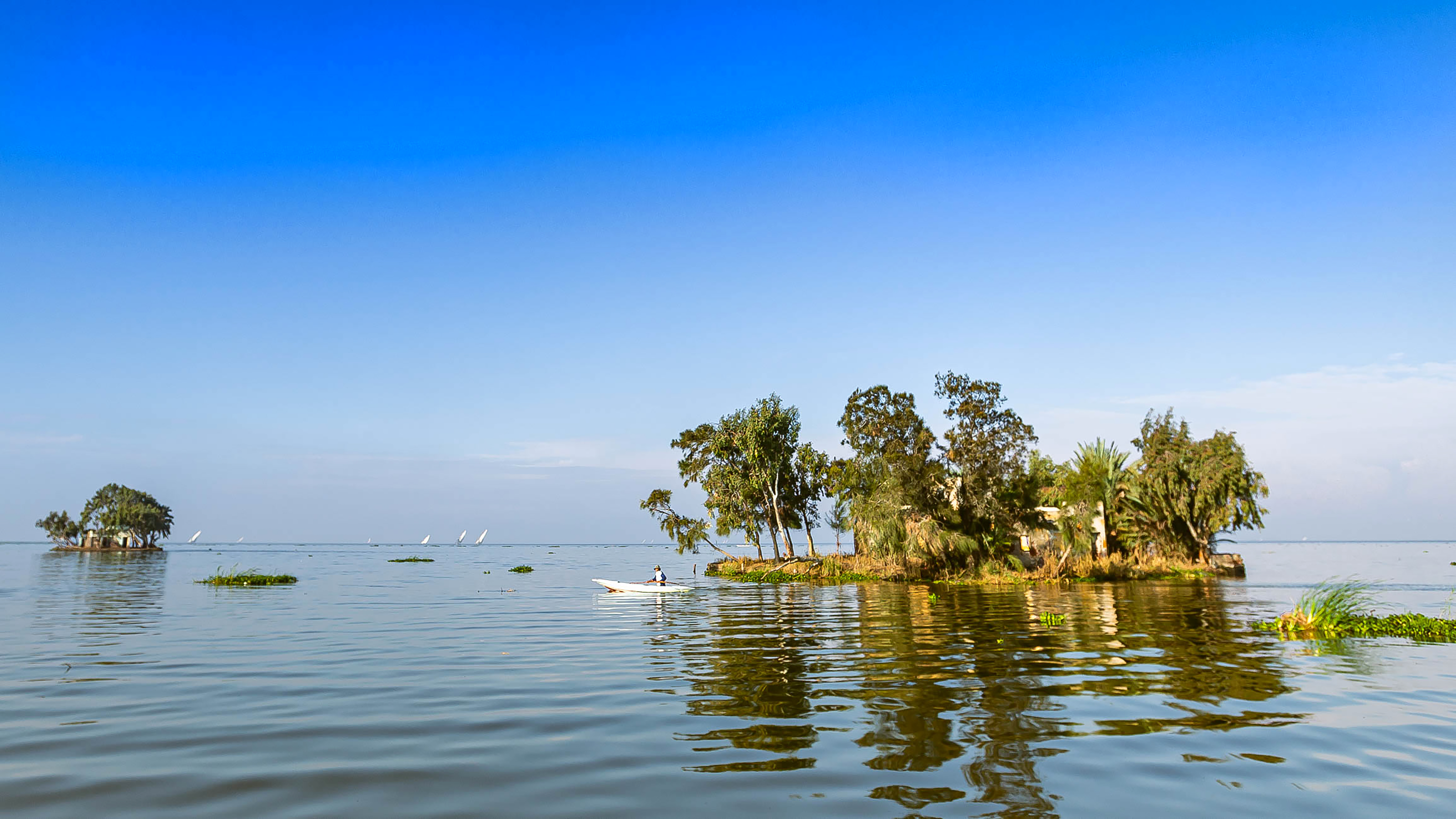
المنزل الجزيرة في البرلس
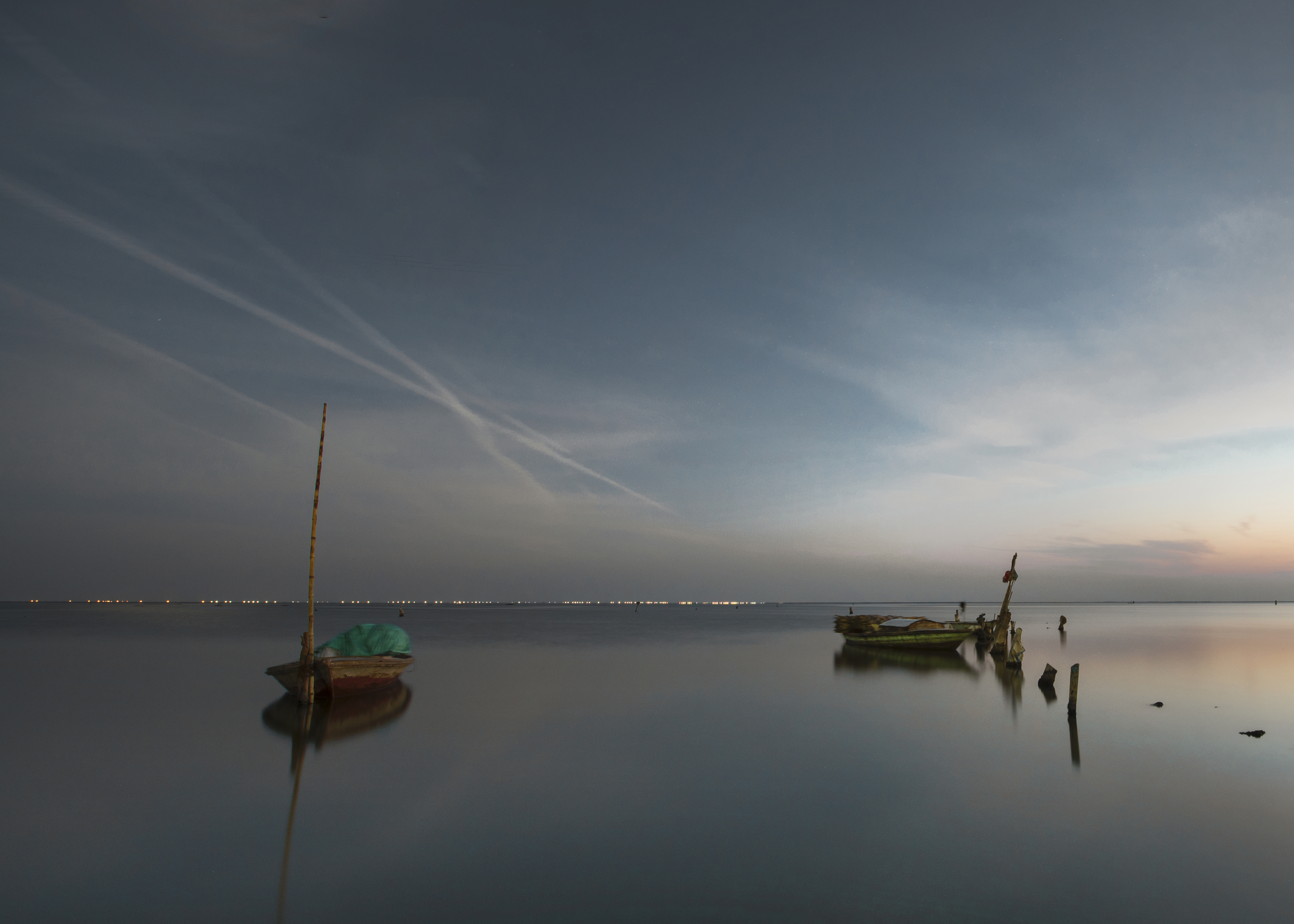
قوارب في البرلس